# سلوفينيا في الألعاب الأولمبية الصيفية 2016
نافست سلوفينيا في دورة الألعاب الأولمبية الصيفية 2016 في ريو دي جانيرو، البرازيل، من 05-21 أغسطس 2016. وكان هذا الظهور السابع على التوالي في سلوفينيا في دورة الألعاب الاولمبية الصيفية كدولة مستقلة.